# Петіш
Петіш (рум. Petiș) — село у повіті Сібіу в Румунії. Входить до складу комуни Шейка-Маре.
Село розташоване на відстані 225 км на північний захід від Бухареста, 27 км на північний схід від Сібіу, 99 км на південний схід від Клуж-Напоки, 110 км на захід від Брашова.

## Населення
За даними перепису населення 2002 року у селі проживали 89 осіб.
Національний склад населення села:
| Національність | Кількість осіб | Відсоток |
| -------------- | -------------- | -------- |
| румуни         | 71             | 79,8%    |
| німці          | 15             | 16,9%    |

Рідною мовою назвали:
| Мова      | Кількість осіб | Відсоток |
| --------- | -------------- | -------- |
| румунська | 71             | 79,8%    |
| німецька  | 16             | 18,0%    |